# Sarıyer Belediyesi Spor Kulübü
Il Sarıyer Belediyesi Spor Kulübü è una società pallavolistica femminile turca, con sede Istanbul: milita nel campionato turco di Sultanlar Ligi.

## Storia
Il Sarıyer Belediyesi Spor Kulübü viene fondato nel 1990. Grazie a tre promozioni consecutive dalle categorie regionali, raggiunge la Voleybol 1. Ligi, debuttandovi nella stagione 2012-13: gioca in massima divisione, nel frattempo rinominata Sultanlar Ligi, per cinque annate, retrocedendo al termine del campionato 2016-17. 
Nella stagione 2019-20 chiude in seconda posizione il girone di regular season e raggiunge le finali play-off: in seguito all'interruzione dei campionati a causa della pandemia da COVID-19 in Turchia, viene ripescato in Sultanlar Ligi.

## Rosa 2024-2025
| N° | Nome               | Ruolo | Data di nascita   | Nazionalità sportiva |
| -- | ------------------ | ----- | ----------------- | -------------------- |
| 1  | Tara Taubner       | O     | 11 gennaio 2002   | Serbia               |
| 4  | Deniz Emrelli      | O     | 1º gennaio 2003   | Turchia              |
| 5  | Buse Kara          | L     | 30 agosto 1998    | Turchia              |
| 8  | Merve Çepni        | C     | 19 agosto 1996    | Turchia              |
| 9  | Ezgi Akyaldız      | S     | 25 maggio 1998    | Turchia              |
| 11 | İrem Çor           | P     | 21 settembre 1996 | Turchia              |
| 13 | Ema Strunjak       | C     | 24 settembre 1999 | Croazia              |
| 15 | Natal'ja Chodunova | S     | 1º luglio 1992    | Russia               |
| 16 | Kübra Evsen        | C     | 16 settembre 2008 | Turchia              |
| 17 | Ceyda Aktaş        | S     | 18 agosto 1994    | Turchia              |
| 18 | Arzum Tezcan       | P     | 6 aprile 1998     | Turchia              |
| 26 | Fatma Yılmaz       | C     | 9 ottobre 2000    | Turchia              |
| 52 | Selen Selçuk       | L     | -                 | Turchia              |
| 77 | Eylül Durgun       | S     | 4 febbraio 2005   | Turchia              |